# 伊川谷站

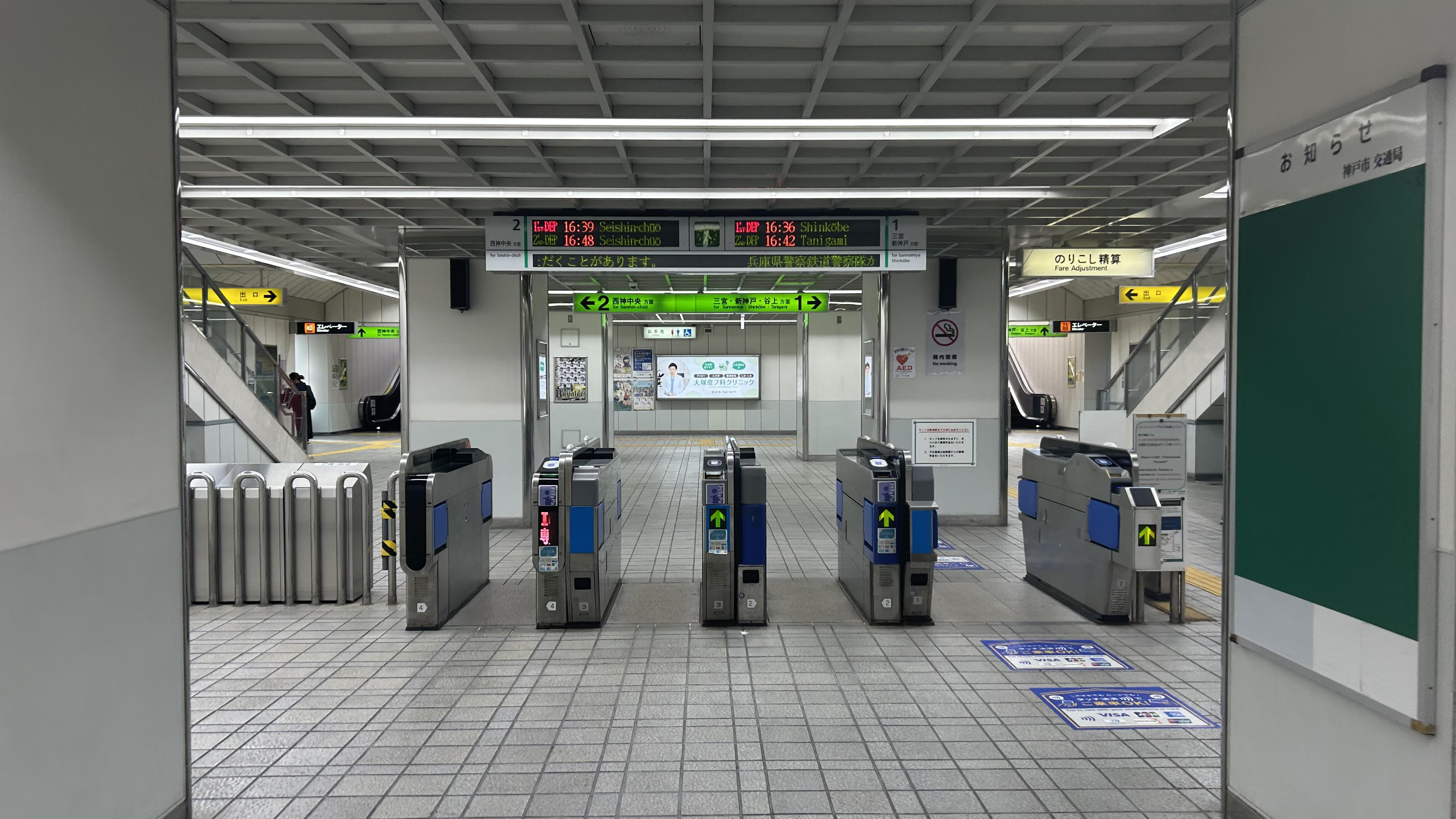
检票口

伊川谷站（日语：／ Ikawadani eki */?）是一個位於日本兵庫縣神戶市西區前開南町，屬於神戶市營地下鐵西神·山手線的鐵路車站。車站編號是S15。車站主題是「歷史的理想選擇」（歴史へのいざない）。

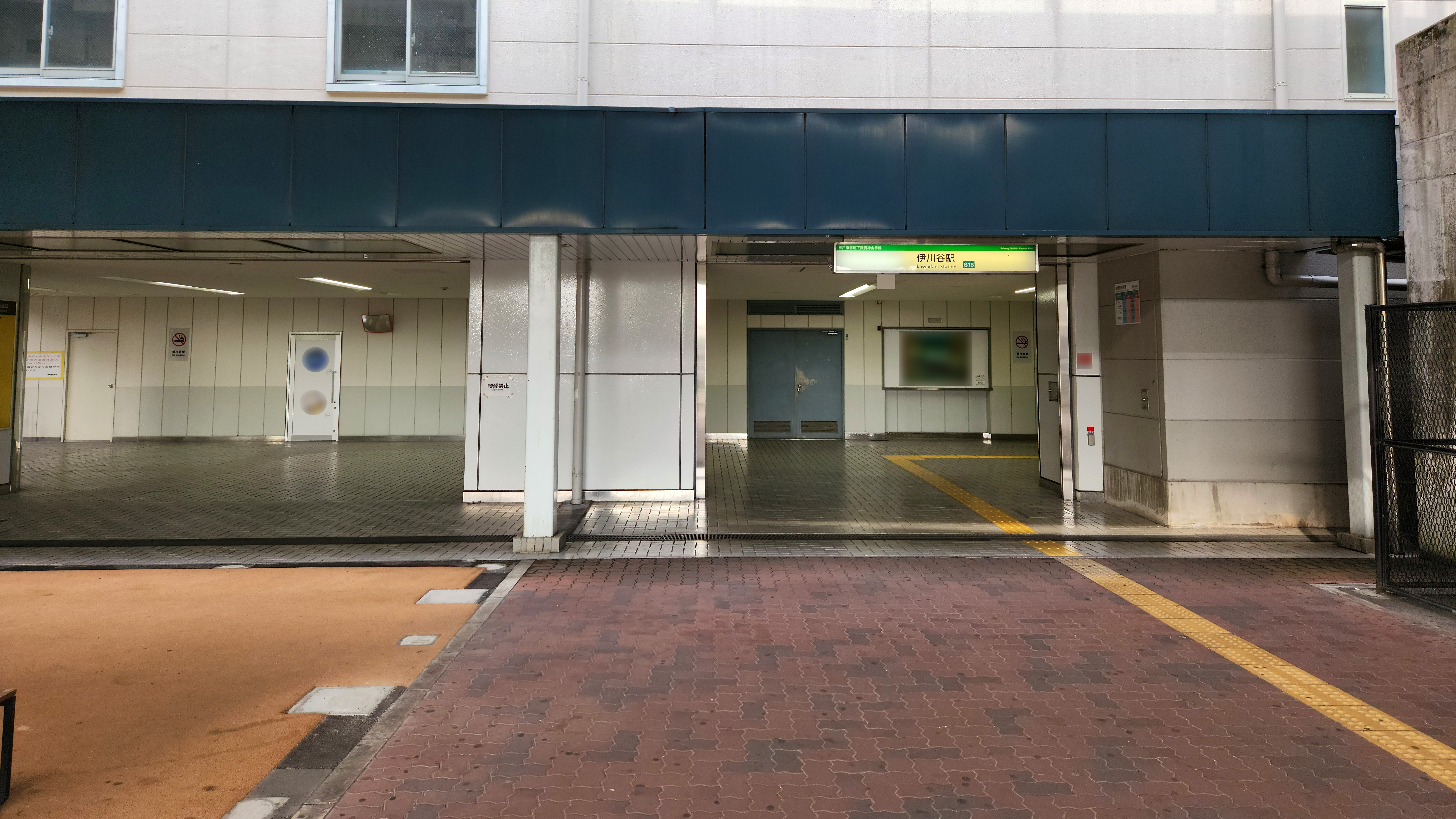
北出入口（2023年10月）

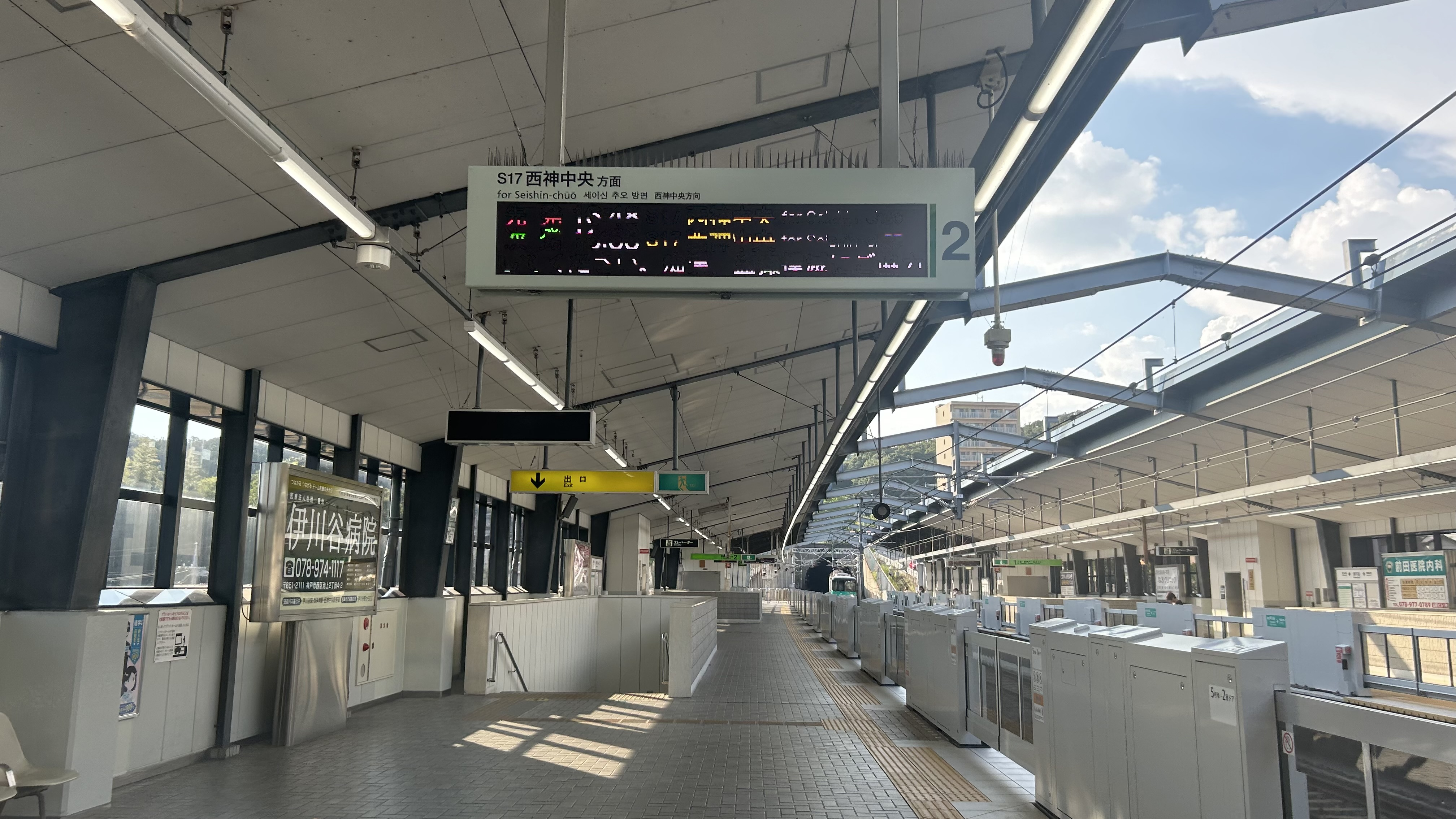
2號月台（2024年8月）

## 車站結構
地上1樓有大堂、閘口，地上2樓是對向式月台2面2線的高架車站。為了適合地形，此站是神戶市營地下鐵唯一的高架車站。軌道面的海拔約為55公尺。

### 月台配置
| 月台 | 路線        | 目的地                 |
| ---- | ----------- | ---------------------- |
| 1    | 西神·山手線 | 三宮、新神戶、谷上方向 |
| 2    | 西神·山手線 | 西神中央方向           |

## 使用情況
與西神延伸段的其他車站相比，伊川谷站週邊的發展比較緩慢，仍有不少農耕地，富有田園氣息，2010年代起才有大型居家五金賣場進駐。
2016年（平成28年）度1日平均上車人次為4,983人。西神·山手線內是僅次於上澤站，乘客數量排行第2少的站。
近年1日平均上車人次推移如下表。
| 年度               | 1日平均 上車人次 |
| ------------------ | ---------------- |
| 1995年（平成07年） | 4,579            |
| 1996年（平成08年） | 4,734            |
| 1997年（平成09年） | 3,950            |
| 1998年（平成10年） | 3,589            |
| 1999年（平成11年） | 3,554            |
| 2000年（平成12年） | 3,489            |
| 2001年（平成13年） | 4,196            |
| 2002年（平成14年） | 4,166            |
| 2003年（平成15年） | 4,390            |
| 2004年（平成16年） | 4,452            |
| 2005年（平成17年） | 4,589            |
| 2006年（平成18年） | 4,716            |
| 2007年（平成19年） | 4,798            |
| 2008年（平成20年） | 4,911            |
| 2009年（平成21年） | 4,861            |
| 2010年（平成22年） | 4,892            |
| 2011年（平成23年） | 4,934            |
| 2012年（平成24年） | 5,030            |
| 2013年（平成25年） | 5,184            |
| 2014年（平成26年） | 5,185            |
| 2015年（平成27年） | 5,103            |
| 2016年（平成28年） | 4,983            |

## 歷史
- 1987年（昭和62年）3月18日：西神延伸線的學園都市－西神中央間延伸開業而開始營業。
- 1995年（平成7年）
  - 1月17日：受阪神大地震影響，無法通行。
  - 1月18日：恢復營業（快速運行休止）。
  - 7月21日：休止的快速廢除。

## 相鄰車站
神戶市交通局（神戶市營地下鐵）
西神・山手線
學園都市（S14）－伊川谷（S15）－西神南（S16）

## 外部連結
- 伊川谷站 （页面存档备份，存于） - 神戶市交通局